# Мегаломартис-Тропеофорос-Мировлитис
„Мегаломартис-Тропеофорос-Мировлитис“ (на гръцки: «Μεγαλομάρτυς-Τροπαιοφόρος-Μυροβλήτης», в превод Великомъченик-Победоносец-Мироточив) е гръцко списание, издавано в град Лерин (Флорина), Гърция.

## История
Списанието започва да излиза в 90-те години на XX век. Главен редактор е професорът богослов и проповедник Димитриос П. Ризос.